# Hakoah Tel Aviv
El Hakoah Tel Aviv (en hebreo: הכח תל אביב‎) fue un equipo de fútbol de Israel que alguna vez jugó en la Liga Alef, la primera división de fútbol en el país.

## Historia
Fue fundado en el año 1938 en la ciudad de Tel Aviv por un grupo de jugadores provenientes del Hakoah Berlin que se fueron de Alemania a Palestina para jugar en la Liga de Palestina en la temporada 1934/35 y se mantuvo en la liga hasta la temporada 1944/45 cuando descendió a la segunda categoría. En el año 1935 llegó a la final de la Copa de Palestina, pero perdió ante el Maccabi Petah Tikva FC.
En 1943 el club se fusiona con el Hakoah 1909 Tel Aviv, fundado por exjugadores del Hakoah Viena y dieron origen al club actual, logrando el ascenso a la Liga Leumit para la temporada 1954/55. En la temporada 1957/58 se fusiona con el Maccabi Ramat Gan, aunque conserva su nombre hasta la temporada 1961/62 cuando regresa a la Liga Leumit.
Antes de iniciar la temporada de 1962/63 el club es refundado y cambia de sede a la ciudad de Ramat Gan y pasa a llamarse Maccabi Ramat Gan.

## Palmarés
- Liga Alef: 2

1955/56, 1961/62